# Manlio Argueta
Manlio Argueta  (n. San Miguel, El Salvador; 24 de noviembre de 1935), es un poeta y novelista salvadoreño. Perteneció a la Generación comprometida, un grupo literario creado por Italo López Vallecillos (1932-1986), junto con Roque Dalton (1935-1975), Álvaro Menen Desleal (1931-2000), Waldo Chávez Velasco (1933-2005), Irma Lanzas (1933-2020), Orlando Fresedo (1932-1965), Mercedes Durand (1932-1998), Ricardo Bogrand (1930-2012), Mauricio de la Selva y otros.

## Biografía
Manlio Argueta descubrió su pasión por la literatura a la corta edad de trece años, por influencia de Pablo Neruda y García Lorca, a quienes cita como sus influencias más tempranas. Su formación literaria inició con relatos orales de su madre, abuela y Chela, empleada de su familia. 
Estudió derecho en la Universidad de El Salvador, donde fue miembro destacado de la Generación Comprometida y del Círculo Literario Universitario. Su compromiso social y su amor por la literatura posteriormente le llevaron por el camino de esta. Debido a la situación política y la guerra civil de su país entre los años 1972 y 1993 se exilió en Costa Rica, donde también, en calidad de maestro, visitó países como Canadá o Estados Unidos y también viajes a Europa.  Tras su regreso a El Salvador fue director de la Biblioteca Nacional desde el año 2000 al 2023.

## Obras
1. Caperucita en la zona roja, ganó el Premio Latinoamericano de novela, Casa de Las Américas, La Habana, Cuba, 1978,. Otras publicaciones de esta novela: Editorial Costa Rica, San José, C. R., UCA, Editores, San Salvador. Hay varias ediciones en UCA, Editores, San Salvador. Fue publicada en inglés como Little red riding hood in the red light district, Curbstone Press, Connecticut, USA, 1999.
2. Un día en la vida y, publicada al inglés por Vintage Books de Random House, 1983, Nueva York, y por Chatto & Windus, de Londres, logró reconocimiento internacional. Posteriormente ambas novelas fueron publicadas en idioma alemán. Posteriormente ha sido traducida a quince idiomas, una de las novelas latinoamericanas más conocidas en Estados Unidos e Inglaterra, al escribirse varios libros críticos sobre ella y recibir reseñas elogiosas de los más importantes periódicos de habla inglesa.
Se constituye así en una de las obras contemporáneas de procedencia hispana más estudiadas y leídas por la academia universitaria internacional: libro de texto en Ciencias Sociales, Ciencias Políticas y Literatura. Reseñas y artículos en el New York Times, Newsweek, The Independent en Inglaterra, Le Monde Diplomatique en Francia, y periódicos de Holanda, Dinamarca, Suecia y Noruega. 
Esta novela, así como otras posteriormente traducidas al inglés y alemán, le ha válido convertirse en conferenciante en varias universidades del mundo y fue calificada como la quinta novela más importantes del siglo XX, escritas en español.
Un Día en la Vida, ha sido adaptada al teatro por su autor, con presentaciones en Holanda, Estados Unidos, Costa Rica, Nicaragua, Cuba y El Salvador.
3. Cuzcatlán donde bate la Mar del Sur publicada al inglés por Vintage Books de Random House, 1983, Nueva York, y por Chatto & Windus, de Londres. Traducida en Alemania. Fue publicada por primera vez en Honduras y Costa Rica. Hay tres ediciones en El Salvador. De esta obra se hizo una película documental con el nombre de Cuzcatlán Stories en 1989, Londres, Inglaterra, habiendo pasado por la TV europea (traducida a varios idiomas). Directora: Jane Ryder. El autor elabora el guion de esa película (writer) y asesora la trabajo de edición fílmica en Londres.
4. Milagro de la Paz, publicada por Adelina Editores, San Salvador, cuatro ediciones. Publicada en inglés por Curbstone Press, USA, con el nombre de A Place Called Milagro, 2000.
5. Siglo de O(g)ro, Depto. de Publicaciones de CONCULTURA, San Salvador, 2000. Dos ediciones. Traducida y publicada en inglés con el nombre de Once upon a time (Bomb), aun sin publicar.
6. Poesía Completa de Manlio Argueta, Editorial Hispamérica, Universidad de Maryland. Estudio e investigación del Dr. Atsvaldur Asvaldsson de la Universidad de Liverpool.
7. Los Poetas del Mal, novela inédita, 2002, aun sin publicar.
8. El Sexto Muro, novela inédita (Premio fundación Guggenheim de Nueva York). El tema de la emigración y la violencia.
9. Franciscana, novela inédita ubicada en los Estados Unidos

## Premios y distinciones
Gracias a su extensa carrera, el escritor salvadoreño ha recibido diferentes condecoraciones a lo largo de su trayectoria. Entre estas están:
- Premio Rubén Darío de Poesía Centroamericana por la publicación “El costado de la luz”.
- Premio Centroamericano de Novela CSCUA por “El valle de las hamacas”.
- Primer premio Latinoamericano de Novela Casas de las Américas por “Caperucita en la zona roja”.[3]